# Led Zeppelin egyesült királyságbeli turné (1968)
Az Egyesült Királyság 1968 a brit Led Zeppelin együttes második turnéja, amely még The New Yardbirds néven indult, de az első londoni koncert előtt megváltoztatták Led Zeppelinre.

## Története
Az első album felvételei közben Peter Grant manager leszervezett az együttes számára egy angliai klubkoncert sorozatot. A turnénak csak kis sajtóvisszhangja volt, ezért az együttes a későbbiekben főleg Amerikára koncentrált.

## Közreműködők
- Robert Plant – ének, szájharmonika
- Jimmy Page – elektromos gitár
- John Bonham – dob
- John Paul Jones – basszusgitár

## Dalok listája
1. Train Kept A-Rollin'
2. For Your Love
3. I Can't Quit You Baby
4. As Long As I Have You
5. Dazed and Confused
6. Communication Breakdown
7. You Shook Me
8. White Summer/Black Mountain Side
9. Pat's Delight
10. Babe I'm Gonna Leave You
11. How Many More Times

## Koncertek
| Időpont            | Helyszín                                |
| ------------------ | --------------------------------------- |
| 1968. október 14.  | Egyesült Királyság, Newcastle upon Tyne |
| 1968. október 18.  | Egyesült Királyság, London              |
| 1968. október 19.  | Egyesült Királyság, Liverpool           |
| 1968. október 25.  | Egyesült Királyság, Guildford           |
| 1968. október 26.  | Egyesült Királyság, Ewell               |
| 1968. november 9.  | Egyesült Királyság, London              |
| 1968. november 16. | Egyesült Királyság, Manchester          |
| 1968. november 23. | Egyesült Királyság, Sheffield           |
| 1968. november 29. | Egyesült Királyság, Richmond            |
| 1968. december 10. | Egyesült Királyság, London              |
| 1968. december 13. | Egyesült Királyság, Canterbury          |
| 1968. december 16. | Egyesült Királyság, Bath                |
| 1968. december 19. | Egyesült Királyság, Exeter              |
| 1968. december 20. | Egyesült Királyság, London              |